# 二等車
二等車（にとうしゃ 英語名: Second Class Car）とは、鉄道事業者が自社の保有する旅客用車両の等級を分ける際に使用している区分の一つ。 

## 日本
日本の旅客列車用の車両に存在した運賃および車両区分。時期により以下の二つに分類される。主に日本国有鉄道およびその前身組織の制度について記述するが、かつては、私鉄においても設定されていた。 

### 三等級制時代の二等車（1960年以前。旧二等）
明治時代以来の三等級制下における、中間級車両。それ以前の中等車に該当。
- 車体標記・形式記号はロ。
- 側面窓下に青帯の塗装とローマ数字の「II」、さらに1950年代以降は客用扉の横に「2」の標記がなされていた。
- 特別二等車出現前の二等車の座席は、シートピッチが大きく奥行きの深い固定クロスシートないしは転換クロスシートが基本であったが、車両限界が狭かった大正時代中期までは車内のスペースを広く使えることから、ロングシートが主流であった。
- なお、1950年（昭和25年）以降、新造および木造車両の鋼体化改造によって登場した、自在腰掛（リクライニングシート）を装備した車両を特別二等車（とくべつにとうしゃ、略称「特ロ」）と称し、一般形二等車（同「並ロ」）と区別した。なお、特別二等車の料金制度は1958年（昭和33年）10月1日に廃止され、「特ロ」は二等指定席車、「並ロ」は二等自由席車となった。
- 1960年（昭和35年）6月1日の二等級制移行に伴う称号改正で一等車となった。さらに1969年（昭和44年）5月10日のモノクラス制移行後は、グリーン車となる。

### 二等級制時代の二等車（1960年 - 1969年。新二等）
1960年以降の二等級制時代における下位級の車両。1960年以前の三等車。明治時代における下等車に該当。
- 車体標記・形式記号はハ。旧三等級制時代にみられた側面窓下の等級をあらわす記号は廃止された。
- 1969年のモノクラス制移行後、普通車となる。

### 等級制時代（1969年以前）の運賃・料金
一等車の項参照。

## ヨーロッパ
ヨーロッパのほとんどの鉄道は三等級制であったが、多くの国で1956年6月3日に旧一等車を廃止して二等級制に移行している。このため現在の二等車は下位級の車両、現在の日本における普通車に相当する。

## アメリカ
アメリカ合衆国本土において中長距離旅客列車を運行するアムトラックは、一部の路線において普通座席（コーチ）より上等のビジネスクラス席を用意している。「二等車」という表現は用いていないが、唯一高速列車のアセラ・エクスプレスに限ってファーストクラス席が存在するため、ビジネスクラス席は事実上の二等車とみなすことができる。